# Hawker Beechcraft
«Хокер Бичкрафт Корпорейшн» (англ. Hawker Beechcraft Corporation) — название холдинга компаний Onex Corporation и Goldman Sachs, созданного для управления авиастроительными активами, приобретенными у Raytheon, Beechcraft и Hawker. Сделка стоимостью 3,3 млрд долларов была анонсирована 21 декабря 2006 года и была завершена 26 марта 2007 года, и это стало датой рождения Hawker Beechcraft Corporation. Штаб-квартира находилось в Уичита, подразделения компании расположены по всему миру.
В феврале 2012 года была начата процедура банкротства компании, в результате реорганизации в октябре того же года была создана Beechcraft Corporation, в начале 2014 года поглощённая корпорацией Textron.

## История
История компании началась 8 февраля 1980 года, когда Beech Aircraft Corporation стала подразделением Raytheon Company. В августе 1993 Raytheon Company приобрела Raytheon Corporate Jets (бывшее British Aerospace Corporate Jets), производителя среднеразмерной серии самолётов Hawker, у British Aerospace. В середине сентября 1994 года Beech Aircraft Corporation (Beechcraft) и Raytheon Corporate Jets объединились в Raytheon Aircraft.
Впоследствии авиастроительные активы для Raytheon оказались убыточными, и Raytheon решила сконцентрироваться на производстве военной продукции.
Претендентами на покупку авиастроительных активов были Carlyle Group, Cerberus Capital Management и Onex Corporation. В результате 26 марта 2007 года предприятия были приобретены GS Capital Partners, принадлежащей Goldman Sachs, и Onex.

## Заводы
- Честер
- Литл-Рок (Арканзас)
- Салайна (Канзас)
- Уичита (штаб-квартира)

## Продукция

### Гражданские самолёты
- Hawker 400XP
- Hawker 850XP
- Hawker 1000
- Hawker 4000
- Bonanza G36
- Baron G58
- King Air C90GT
- King Air B90GTi
- King Air B200
- King Air 350
- 1900 Beechliner
- Premier IA

### Военные самолёты
- Beechcraft AT-6E «Wolverine»
- T-1 Jayhawk
- T-6 Texan II
- CT-156 Harvard II
- T-34 Mentor
- C-6 Ute/U-21 Ute
- C-12 Huron